# 銅スクロドフスカ石
銅スクロドフスカ石(Cuprosklodowskite)は、ウラン鉱物が変質して生成する二次鉱物である。実験式は、
Cu(UO2)2(HSiO4)2·6(H2O)で、ネソケイ酸塩鉱物である。草緑色から暗緑色で、晶癖は、典型的な針状結晶である。強い放射性を持つ。 
1933年に、当時のベルギー領コンゴにあるカタンガ州のカロングウ鉱床で発見され、ここが模式産地となっている。マリー・キュリーの旧姓「スクウォドフスカ」に因んで命名されたスクロドフスカ石の銅アナログであると間違って信じられたためにこの名前が命名された。
共生鉱物には、ベクレル石、ブロシャン銅鉱、ウラノフェン、カソロ石、バンデンブランデアイト、リービッヒ石、コンプレイナサイトがある。